# جوانا وندرهم
جوانا وندرهم (انگلیسی: Joanna Vanderham؛ زادهٔ ۱۸ اکتبر ۱۹۹۱) بازیگر اهل اسکاتلند است.

## فیلم‌شناسی
| سال  | فیلم                      | نقش            | یادداشت                  |
| ---- | ------------------------- | -------------- | ------------------------ |
| ۲۰۱۱ | فراری                     | کتی            | نقش اصلی                 |
| ۲۰۱۱ | جیمز هریوت جوان           | جنی مورهید     | نقش اصلی                 |
| ۲۰۱۲ | آنچه میسی می‌دانست         | مارگو          | فیلم                     |
| ۲۰۱۲ | بالاتر از ظن: فریاد خاموش | آماندا دلانی   | قسمت: «فریاد خاموش»      |
| ۲۰۱۲ | بهشت                      | دنیس لاوت      | نقش اصلی                 |
| ۲۰۱۳ | بلک‌وود                    | جسیکا          | فیلم                     |
| ۲۰۱۳ | رقص روی لبه               | پاملا لوسکمبه  | نقش اصلی                 |
| ۲۰۱۳ | مارپل: شب بی پایان        | الی            | مجموعه تلویزیونی؛ ۱ قسمت |
| ۲۰۱۳ | بهشت، فصل‌های ۱ و ۲        | دنیس لاوت      | نقش اصلی                 |
| ۲۰۱۵ | مطرود                     | کاترین مک ویتی | نقش اصلی                 |
| ۲۰۱۵ | برو بین                   | ماریان مادسلی  | نقش اصلی                 |
| ۲۰۱۶ | یکی از ما                 | کلر الیوت      | نقش اصلی                 |
| ۲۰۱۶ | کیومافوبیا                |                | کوتاه                    |
| ۲۰۱۷ | مرد در یک پیراهن نارنجی   | فلورا تالبوت   | نقش اصلی                 |
| ۲۰۱۷ | و سپس من فرانسوی بودم     | کارا           |                          |
| ۲۰۱۷ | پسر با تاپ گره            | لورا           | فیلم تلویزیونی           |
| ۲۰۱۹ | جنگجو                     | پنه لوپه بلیک  | نقش اصلی                 |
| ۲۰۲۰ | افسانه‌های فردا            | اتروپوس        | ۴ قسمت                   |